# Copa Italia 2000-01
La Copa de Italia 2000-01 fue la quincuagésima tercera edición del torneo y participaron 48 equipos. El vencedor del torneo fue la ACF Fiorentina, obteniendo así su sexto título.

## Primera fase

### Grupo 1
| Equipo        | Pts. | PJ | PG | PE | PP | GF | GC |
| ------------- | ---- | -- | -- | -- | -- | -- | -- |
| Piacenza      | 9    | 3  | 3  | 0  | 0  | 7  | 1  |
| Chievo Verona | 6    | 3  | 2  | 0  | 1  | 6  | 6  |
| Monza Brianza | 1    | 3  | 0  | 1  | 2  | 2  | 4  |
| Viterbese     | 1    | 3  | 0  | 1  | 2  | 3  | 7  |

| Local         | Resultado | Visitante     |
| ------------- | --------- | ------------- |
| Monza Brianza | 0-1       | Piacenza      |
| Viterbese     | 2-3       | Chievo Verona |
| Chievo Verona | 2-1       | Monza Brianza |
| Piacenza      | 3-0       | Viterbese     |
| Chievo Verona | 1-3       | Piacenza      |
| Monza Brianza | 1-1       | Viterbese     |

### Grupo 2
| Equipo    | Pts. | PJ | PG | PE | PP | GF | GC |
| --------- | ---- | -- | -- | -- | -- | -- | -- |
| Sampdoria | 9    | 3  | 3  | 0  | 0  | 8  | 4  |
| Empoli    | 4    | 3  | 1  | 1  | 1  | 8  | 7  |
| Fermana   | 4    | 3  | 1  | 1  | 1  | 3  | 4  |
| Crotone   | 0    | 3  | 0  | 0  | 3  | 2  | 6  |

| Local     | Resultado | Visitante |
| --------- | --------- | --------- |
| Crotone   | 1-3       | Empoli    |
| Fermana   | 0-2       | Sampdoria |
| Empoli    | 2-2       | Fermana   |
| Sampdoria | 2-1       | Crotone   |
| Crotone   | 0-1       | Fermana   |
| Sampdoria | 4-3       | Empoli    |

### Grupo 3
| Equipo    | Pts. | PJ | PG | PE | PP | GF | GC |
| --------- | ---- | -- | -- | -- | -- | -- | -- |
| Atalanta  | 7    | 3  | 2  | 1  | 0  | 5  | 2  |
| Pistoiese | 4    | 3  | 1  | 1  | 1  | 4  | 5  |
| Ravenna   | 3    | 3  | 1  | 0  | 2  | 5  | 5  |
| Avellino  | 3    | 3  | 1  | 0  | 2  | 7  | 8  |

| Local     | Resultado | Visitante |
| --------- | --------- | --------- |
| Avellino  | 1-3       | Atalanta  |
| Ravenna   | 1-2       | Pistoiese |
| Atalanta  | 1-0       | Ravenna   |
| Pistoiese | 1-4       | Avellino  |
| Atalanta  | 1-1       | Pistoiese |
| Ravenna   | 4-3       | Avellino  |

### Grupo 4
| Equipo      | Pts. | PJ | PG | PE | PP | GF | GC |
| ----------- | ---- | -- | -- | -- | -- | -- | -- |
| Salernitana | 9    | 3  | 3  | 0  | 0  | 4  | 1  |
| Cagliari    | 4    | 3  | 1  | 1  | 1  | 6  | 4  |
| Ascoli      | 2    | 3  | 0  | 2  | 1  | 3  | 4  |
| Cittadella  | 1    | 3  | 0  | 1  | 2  | 1  | 5  |

| Local       | Resultado | Visitante   |
| ----------- | --------- | ----------- |
| Ascoli      | 1-1       | Cittadella  |
| Salernitana | 2-1       | Cagliari    |
| Cagliari    | 2-2       | Ascoli      |
| Cittadella  | 0-1       | Salernitana |
| Cittadella  | 0-3       | Cagliari    |
| Salernitana | 1-0       | Ascoli      |

### Grupo 5
| Equipo  | Pts. | PJ | PG | PE | PP | GF | GC |
| ------- | ---- | -- | -- | -- | -- | -- | -- |
| Torino  | 7    | 3  | 2  | 1  | 0  | 8  | 4  |
| Ternana | 5    | 3  | 1  | 2  | 0  | 5  | 4  |
| Varese  | 3    | 3  | 1  | 0  | 2  | 2  | 5  |
| Cesena  | 1    | 3  | 0  | 1  | 2  | 3  | 5  |

| Local   | Resultado | Visitante |
| ------- | --------- | --------- |
| Cesena  | 1-1       | Ternana   |
| Varese  | 0-3       | Torino    |
| Ternana | 1-0       | Varese    |
| Torino  | 2-1       | Cesena    |
| Cesena  | 1-2       | Varese    |
| Torino  | 3-3       | Ternana   |

### Grupo 6
| Equipo      | Pts. | PJ | PG | PE | PP | GF | GC |
| ----------- | ---- | -- | -- | -- | -- | -- | -- |
| Venezia     | 7    | 3  | 2  | 1  | 0  | 4  | 2  |
| Pescara     | 5    | 3  | 1  | 2  | 0  | 7  | 6  |
| Savoia 1908 | 3    | 3  | 1  | 0  | 2  | 5  | 6  |
| Siena       | 1    | 3  | 0  | 1  | 2  | 2  | 4  |

| Local       | Resultado | Vuelta      |
| ----------- | --------- | ----------- |
| Pescara     | 1-1       | Venezia     |
| Savoia 1908 | 1-0       | Siena       |
| Siena       | 2-2       | Pescara     |
| Venezia     | 2-1       | Savoia 1908 |
| Savoia 1908 | 3-4       | Pescara     |
| Venezia     | 1-0       | Siena       |

### Grupo 7
| Equipo            | Pts. | PJ | PG | PE | PP | GF | GC |
| ----------------- | ---- | -- | -- | -- | -- | -- | -- |
| Fortitudo Cosenza | 7    | 3  | 2  | 1  | 0  | 3  | 0  |
| Genoa             | 4    | 3  | 1  | 1  | 1  | 4  | 4  |
| Ancona            | 3    | 3  | 1  | 0  | 2  | 2  | 4  |
| Pisa              | 2    | 3  | 0  | 2  | 1  | 3  | 4  |

| Local             | Resultado | Visitante         |
| ----------------- | --------- | ----------------- |
| Genoa             | 2-0       | Ancona            |
| Pisa              | 0-0       | Fortitudo Cosenza |
| Ancona            | 2-1       | Pisa              |
| Fortitudo Cosenza | 2-0       | Genoa             |
| Ancona            | 0-1       | Fortitudo Cosenza |
| Pisa              | 2-2       | Genoa             |

### Grupo 8
| Equipo     | Pts. | PJ | PG | PE | PP | GF | GC |
| ---------- | ---- | -- | -- | -- | -- | -- | -- |
| Brescia    | 6    | 3  | 2  | 0  | 1  | 2  | 1  |
| AlzanoCene | 4    | 3  | 1  | 1  | 1  | 3  | 3  |
| Brescello  | 4    | 3  | 1  | 1  | 1  | 2  | 2  |
| Treviso    | 3    | 3  | 1  | 0  | 2  | 2  | 3  |

| Local      | Resultado | Visitante  |
| ---------- | --------- | ---------- |
| AlzanoCene | 1-1       | Brescello  |
| Brescia    | 1-0       | Treviso    |
| Brescello  | 0-1       | Brescia    |
| Treviso    | 2-1       | AlzanoCene |
| Brescello  | 1-0       | Treviso    |
| Brescia    | 0-1       | AlzanoCene |

## Segunda fase
| Equipo local ida  | Equipo local vuelta | Ida | Vuelta  |
| ----------------- | ------------------- | --- | ------- |
| Atalanta          | Reggina             | 2-0 | 1-0     |
| Brescia           | Vicenza             | 2-1 | 1-2 (*) |
| Fortitudo Cosenza | Lecce               | 0-2 | 1-1     |
| Piacenza          | Chievo Verona       | 2-1 | 2 -2    |
| Sampdoria         | Napoli              | 1-0 | 0-0     |
| Salernitana       | Perugia             | 1-0 | 1-2     |
| Torino            | Bari                | 2-1 | 0-0     |
| Venezia           | Bologna             | 2-2 | 1-0     |

(*) El Brescia pasó a la siguiente ronda tras vencer en la tanda de penales 5-4 al Vicenza.

## Fase final
|  | Octavos de final                    | Octavos de final                    | Octavos de final                    |            |   | Cuartos de final                  | Cuartos de final                  | Cuartos de final                  |  |  | Semifinales                | Semifinales                | Semifinales                |  |  | Final                    | Final                    | Final                    |
|  | 16 de septiembre - 24 de septiembre | 16 de septiembre - 24 de septiembre | 16 de septiembre - 24 de septiembre |            |   | 28 de noviembre - 14 de diciembre | 28 de noviembre - 14 de diciembre | 28 de noviembre - 14 de diciembre |  |  | 25 de enero - 8 de febrero | 25 de enero - 8 de febrero | 25 de enero - 8 de febrero |  |  | 24 de mayo - 13 de junio | 24 de mayo - 13 de junio | 24 de mayo - 13 de junio |
|  |                                     |                                     |                                     |            |   |                                   |                                   |                                   |  |  |                            |                            |                            |  |  |                          |                          |                          |
|  |                                     |                                     |                                     |            |   |                                   |                                   |                                   |  |  |                            |                            |                            |  |  |                          |                          |                          |
|  |                                     |                                     |                                     |            |   |                                   |                                   |                                   |  |  |                            |                            |                            |  |  |                          |                          |                          |
|  | Sampdoria                           | 1                                   | 2                                   |            |   |                                   |                                   |                                   |  |  |                            |                            |                            |  |  |                          |                          |                          |
|  | Sampdoria                           | 1                                   | 2                                   |            |   |                                   |                                   |                                   |  |  |                            |                            |                            |  |  |                          |                          |                          |
|  | Lazio                               | 1                                   | 5                                   |            |   |                                   |                                   |                                   |  |  |                            |                            |                            |  |  |                          |                          |                          |
|  | Lazio                               | 1                                   | 5                                   | Lazio      | 2 | 1                                 |                                   |                                   |  |  |                            |                            |                            |  |  |                          |                          |                          |
|  |                                     |                                     |                                     |            | 2 | 1                                 |                                   |                                   |  |  |                            |                            |                            |  |  |                          |                          |                          |
|  |                                     | Udinese                             | 1                                   | 4          |   |                                   |                                   |                                   |  |  |                            |                            |                            |  |  |                          |                          |                          |
|  | Piacenza                            | Udinese                             | 1                                   | 4          | 1 | 1                                 |                                   |                                   |  |  |                            |                            |                            |  |  |                          |                          |                          |
|  | Piacenza                            |                                     |                                     |            | 1 | 1                                 |                                   |                                   |  |  |                            |                            |                            |  |  |                          |                          |                          |
|  | Udinese                             | 1                                   | 2                                   |            |   |                                   |                                   |                                   |  |  |                            |                            |                            |  |  |                          |                          |                          |
|  | Udinese                             | 1                                   | 2                                   | Udinese    | 2 | 0                                 |                                   |                                   |  |  |                            |                            |                            |  |  |                          |                          |                          |
|  |                                     |                                     |                                     |            | 2 | 0                                 |                                   |                                   |  |  |                            |                            |                            |  |  |                          |                          |                          |
|  |                                     | Parma                               | 1                                   | 1          |   |                                   |                                   |                                   |  |  |                            |                            |                            |  |  |                          |                          |                          |
|  | Venezia                             | Parma                               | 1                                   | 1          | 1 | 1                                 |                                   |                                   |  |  |                            |                            |                            |  |  |                          |                          |                          |
|  | Venezia                             |                                     |                                     |            | 1 | 1                                 |                                   |                                   |  |  |                            |                            |                            |  |  |                          |                          |                          |
|  | Parma                               | 1                                   | 5                                   |            |   |                                   |                                   |                                   |  |  |                            |                            |                            |  |  |                          |                          |                          |
|  | Parma                               | 1                                   | 5                                   | Parma      | 6 | 0                                 |                                   |                                   |  |  |                            |                            |                            |  |  |                          |                          |                          |
|  |                                     |                                     |                                     |            | 6 | 0                                 |                                   |                                   |  |  |                            |                            |                            |  |  |                          |                          |                          |
|  |                                     | Internazionale                      | 1                                   | 0          |   |                                   |                                   |                                   |  |  |                            |                            |                            |  |  |                          |                          |                          |
|  | Internazionale                      | Internazionale                      | 1                                   | 0          | 1 | 3                                 |                                   |                                   |  |  |                            |                            |                            |  |  |                          |                          |                          |
|  | Internazionale                      |                                     |                                     |            | 1 | 3                                 |                                   |                                   |  |  |                            |                            |                            |  |  |                          |                          |                          |
|  | Lecce                               | 1                                   | 1                                   |            |   |                                   |                                   |                                   |  |  |                            |                            |                            |  |  |                          |                          |                          |
|  | Lecce                               | 1                                   | 1                                   | Parma      | 0 | 1                                 |                                   |                                   |  |  |                            |                            |                            |  |  |                          |                          |                          |
|  |                                     |                                     |                                     |            | 0 | 1                                 |                                   |                                   |  |  |                            |                            |                            |  |  |                          |                          |                          |
|  |                                     | Fiorentina                          | 1                                   | 1          |   |                                   |                                   |                                   |  |  |                            |                            |                            |  |  |                          |                          |                          |
|  | Torino                              | Fiorentina                          | 1                                   | 1          | 1 | 1                                 |                                   |                                   |  |  |                            |                            |                            |  |  |                          |                          |                          |
|  | Torino                              |                                     |                                     |            | 1 | 1                                 |                                   |                                   |  |  |                            |                            |                            |  |  |                          |                          |                          |
|  | Milan                               | 3                                   | 0                                   |            |   |                                   |                                   |                                   |  |  |                            |                            |                            |  |  |                          |                          |                          |
|  | Milan                               | 3                                   | 0                                   | Milan      | 4 | 1                                 |                                   |                                   |  |  |                            |                            |                            |  |  |                          |                          |                          |
|  |                                     |                                     |                                     |            | 4 | 1                                 |                                   |                                   |  |  |                            |                            |                            |  |  |                          |                          |                          |
|  |                                     | Atalanta                            | 2                                   | 2          |   |                                   |                                   |                                   |  |  |                            |                            |                            |  |  |                          |                          |                          |
|  | Roma                                | Atalanta                            | 2                                   | 2          | 1 | 2                                 |                                   |                                   |  |  |                            |                            |                            |  |  |                          |                          |                          |
|  | Roma                                |                                     |                                     |            | 1 | 2                                 |                                   |                                   |  |  |                            |                            |                            |  |  |                          |                          |                          |
|  | Atalanta                            | 1                                   | 4                                   |            |   |                                   |                                   |                                   |  |  |                            |                            |                            |  |  |                          |                          |                          |
|  | Atalanta                            | 1                                   | 4                                   | Milan      | 2 | 0                                 |                                   |                                   |  |  |                            |                            |                            |  |  |                          |                          |                          |
|  |                                     |                                     |                                     |            | 2 | 0                                 |                                   |                                   |  |  |                            |                            |                            |  |  |                          |                          |                          |
|  |                                     | Fiorentina                          | 2                                   | 2          |   |                                   |                                   |                                   |  |  |                            |                            |                            |  |  |                          |                          |                          |
|  | Salernitana                         | Fiorentina                          | 2                                   | 2          | 0 | 1                                 |                                   |                                   |  |  |                            |                            |                            |  |  |                          |                          |                          |
|  | Salernitana                         |                                     |                                     |            | 0 | 1                                 |                                   |                                   |  |  |                            |                            |                            |  |  |                          |                          |                          |
|  | Fiorentina                          | 5                                   | 3                                   |            |   |                                   |                                   |                                   |  |  |                            |                            |                            |  |  |                          |                          |                          |
|  | Fiorentina                          | 5                                   | 3                                   | Fiorentina | 6 | 1                                 |                                   |                                   |  |  |                            |                            |                            |  |  |                          |                          |                          |
|  |                                     |                                     |                                     |            | 6 | 1                                 |                                   |                                   |  |  |                            |                            |                            |  |  |                          |                          |                          |
|  |                                     | Brescia                             | 0                                   | 3          |   |                                   |                                   |                                   |  |  |                            |                            |                            |  |  |                          |                          |                          |
|  | Brescia                             | Brescia                             | 0                                   | 3          | 0 | 2                                 |                                   |                                   |  |  |                            |                            |                            |  |  |                          |                          |                          |
|  | Brescia                             |                                     |                                     |            | 0 | 2                                 |                                   |                                   |  |  |                            |                            |                            |  |  |                          |                          |                          |
|  | Juventus                            | 0                                   | 1                                   |            |   |                                   |                                   |                                   |  |  |                            |                            |                            |  |  |                          |                          |                          |

### Octavos de final
| 17 de septiembre de 2000 | Sampdoria     | 1:1 (1:0) | Lazio       | Estadio Luigi Ferraris, Génova |  |
|                          | F. Flachi 82' |           | M. Salas 8' |                                |  |

| 24 de septiembre de 2000 | Lazio                                                         | 5:2 (2:1) | Sampdoria                     | Estadio Olímpico, Roma |  |
|                          | A. Lombardo 39', 40' · F. Ravanelli 48', 83' · N. Sensini 65' |           | G. Vasari 17' · F. Flachi 73' |                        |  |

| 17 de septiembre de 2000 | Piacenza       | 1:1 (0:0) | Udinese         | Estadio Leonardo Garilli, Piacenza |  |
|                          | G. Piovani 63' |           | M. Esposito 56' |                                    |  |

| 23 de septiembre de 2000 | Udinese                        | 2:1 (1:1) | Piacenza       | Estadio Friuli, Udine |  |
|                          | J. Walem 10' · V. Bertotto 88' |           | F. Zerbini 24' |                       |  |

| 17 de septiembre de 2000 | Venezia          | 1:1 (1:0) | Parma          | Estadio Pierluigi Penzo, Venecia |  |
|                          | F. Valtolina 43' |           | M. Di Vaio 58' |                                  |  |

| 24 de septiembre de 2000 | Parma                                                                   | 5:1 (2:0) | Venezia           | Estadio Ennio Tardini, Parma |  |
|                          | J. Micoud 18' · M. Amoroso 41', 55' · S. Milošević 48' · M. Di Vaio 89' |           | De Franceschi 55' |                              |  |

| 18 de septiembre de 2000 | Internazionale   | 1:1 (1:1) | Lecce           | Estadio Giuseppe Meazza, Milán |  |
|                          | L. Di Biagio 20' |           | D. Vugrinec 42' |                                |  |

| 24 de septiembre de 2000 | Lecce            | 1:3 (1:0) | Internazionale                                | Estadio Via del Mare, Lecce |  |
|                          | C. Lucarelli 10' |           | I. Córdoba 67' · R. Keane 71' · Á. Recoba 75' |                             |  |

| 16 de septiembre de 2000 | Torino    | 1:3 (0:1) | Milan                                          | Estadio Olímpico, Turín |  |
|                          | Pinga 74' |           | A. Guglielminpietro 42', 89' · O. Bierhoff 60' |                         |  |

| 23 de septiembre de 2000 | Milan | 0:1 (0:1) | Torino         | Estadio San Siro, Milán |  |
|                          |       |           | S. Schwoch 14' |                         |  |

| 17 de septiembre de 2000 | Roma            | 1:1 (1:0) | Atalanta       | Estadio Olímpico, Roma |  |
|                          | V. Montella 25' |           | G. Bellini 48' |                        |  |

| 22 de septiembre de 2000 | Atalanta                                          | 4:2 (1:1) | Roma                           | Estadio Atleti Azzurri d'Italia, Bérgamo |  |
|                          | M. Ganz 9', 56' · G. Bellini 63' · A. Pinardi 90' |           | V. Montella 20' · F. Totti 90' |                                          |  |

| 17 de septiembre de 2000 | Salernitana | 0:5 (0:4) | Fiorentina                                              | Estadio Arechi, Salerno |  |
|                          |             |           | N. Gomes 4', 10', 35' · P. Mijatović 38' · M. Rossi 79' |                         |  |

| 23 de septiembre de 2000 | Fiorentina                                       | 3:1 (1:0) | Salernitana | Estadio Artemio Franchi, Florencia |  |
|                          | P. Mijatović 10' · P. Vanoli 89' · E. Chiesa 90' |           | Guidoni 89' |                                    |  |

| 16 de septiembre de 2000 | Brescia | 0:0' | Juventus | Estadio Mario Rigamonti, Brescia |  |

| 23 de septiembre de 2000 | Juventus     | 1:2 (1:0) | Brescia            | Estadio delle Alpi, Turín |  |
|                          | A. Conte 22' |           | D. Hübner 47', 73' |                           |  |

### Cuartos de final
| 29 de noviembre de 2000 | Lazio                         | 2:1 (0:0) | Udinese          | Estadio Olímpico, Roma |  |
|                         | Stanković 86' · P. Nedvěd 87' |           | M. Margiotta 48' |                        |  |

| 12 de diciembre de 2000 | Udinese                                            | 4:1 (2:1) | Lazio             | Estadio Friuli, Udine |  |
|                         | A. Sottil 2' · M. Margiotta 8', 80' · J. Walem 90' |           | S. Mihajlović 21' |                       |  |

| 29 de noviembre de 2000 | Parma                                                                                           | 6:1 (4:1) | Internazionale | Estadio Ennio Tardini, Parma |  |
|                         | M. Serena 18' · J. Micoud 33' · J. Montaño 34' · M. Amoroso 39' · S. Appiah 53' · L. Sartor 59' |           | Á. Recoba 43'  |                              |  |

| 13 de diciembre de 2000 | Internazionale | 0:0' | Parma | Estadio Giuseppe Meazza, Milán |  |

| 29 de noviembre de 2000 | Milan                                                 | 4:2 (1:2) | Atalanta                   | Estadio San Siro, Milán |  |
|                         | Leonardo 30', 65' · Jose Mari 54' · A. Shevchenko 88' |           | M. Ganz 20' · M. Nappi 45' |                         |  |

| 13 de diciembre de 2000 | Atalanta                   | 2:1 (1:1) | Milan        | Estadio Atleti Azzurri d'Italia, Bérgamo |  |
|                         | M. Nappi 14' · C. Doni 90' |           | Z. Boban 20' |                                          |  |

| 30 de noviembre de 2000 | Fiorentina                                                             | 6:0 (3:0) | Brescia | Estadio Artemio Franchi, Florencia |  |
|                         | Leandro 28', 64' · M. Bressan 35' · E. Chiesa 39', 57' · Rui Costa 72' |           |         |                                    |  |

| 13 de diciembre de 2000 | Brescia                                       | 3:1 (1:0) | Fiorentina  | Estadio Mario Rigamonti, Brescia |  |
|                         | A. Yllana 45' · P. Orlandini 70' · Correa 82' |           | Leandro 53' |                                  |  |

### Semifinal
| 1 de febrero de 2001 | Udinese               | 2:1 (0:1) | Parma         | Estadio Friuli, Udine |  |
|                      | M. Margiotta 75', 90' |           | M. Amoroso 6' |                       |  |

| 8 de febrero de 2001 | Parma          | 1:0 (1:0) | Udinese | Estadio Ennio Tardini, Parma |  |
|                      | M. Di Vaio 38' |           |         |                              |  |

| 25 de enero de 2001 | Milan                            | 2:2 (0:1) | Fiorentina                     | Estadio San Siro, Milán |  |
|                     | M. Ambrosini 65' · F. Giunti 90' |           | E. Chiesa 18' · M. Bressan 75' |                         |  |

| 7 de febrero de 2001 | Fiorentina                    | 2:0 (1:0) | Milan | Estadio Artemio Franchi, Florencia |  |
|                      | E. Chiesa 41' · Rui Costa 83' |           |       |                                    |  |

### Final
| 24 de mayo de 2001 | Parma | 0:1 (0:0) | Fiorentina    | Estadio Ennio Tardini, Parma                                  |                                                               |
|                    |       |           | P. Vanoli 87' | Asistencia: 17.685 espectadores Árbitro(s): Gennaro Borriello | Asistencia: 17.685 espectadores Árbitro(s): Gennaro Borriello |

| 13 de junio de 2001 | Fiorentina   | 1:1 (0:1) | Parma            | Estadio Artemio Franchi, Florencia                            |                                                               |
|                     | N. Gomes 65' |           | S. Milošević 38' | Asistencia: 37.664 espectadores Árbitro(s): Massimo De Santis | Asistencia: 37.664 espectadores Árbitro(s): Massimo De Santis |

|                    |
| Campeón Fiorentina |
| 6° título          |